# Andreas Seidl
Andreas Seidl (Passau, Baviera, 6 de enero de 1976) es un ingeniero y gerente de automovilismo alemán. Fue director del programa de LMP1 de Porsche y del equipo McLaren de Fórmula 1.

## Carrera
Seidl se graduó de la Universidad Técnica de Múnich con un diploma en Ingeniería Mecánica. Seidl trabajó para BMW F1 entre 2000 y 2009. Después de que BMW se retiró de la F1, Seidl logró el regreso de BMW al DTM en 2012. En 2013, Seidl se unió al equipo Porsche LMP1 como Director de Operaciones de Carrera y fue ascendido a Director de Equipo en 2014.
En enero de 2019, McLaren designó a Seidl como director de su equipo de Fórmula 1. Comenzó a trabajar con el equipo el 1 de mayo de 2019.
En diciembre de 2022, se marchó de McLaren para ocupar el puesto de CEO de Sauber Group, propietario del equipo Alfa Romeo de Fórmula 1. Ocupó este cargo hasta julio de 2024, cuando fue remplazado por Mattia Binotto.